# Лукояниха
Лукояниха — деревня в Селивановском районе Владимирской области России. Входит в состав Волосатовского сельского поселения.

## География
Деревня расположена в 4 км на юго-восток от центра поселения посёлка Новый Быт и в 13 км на север от райцентра — Красной Горбатки.

## История
В конце XIX — начале XX века деревня входила в состав Больше-Григоровской волости Судогодского уезда, с 1926 года — в составе Вязниковского уезда. В 1859 году в деревне числилось 33 двора, в 1905 году — 64 двора, в 1926 году — 67 дворов.
С 1929 года деревня являлась центром Лукоянихского сельсовета Селивановского района, с 1940 года — в составе Волосатовского сельсовета, с 2005 года — в составе Волосатовского сельского поселения.

## Население
| 1859 | 1905 | 1926 | 2002 | 2010 | 2021 |
| ---- | ---- | ---- | ---- | ---- | ---- |
| 252  | ↗280 | ↗322 | ↘29  | ↘13  | →13  |

## Инфраструктура
Личное подсобное хозяйство с зоной сельскохозяйственного использования, индивидуальная застройка усадебного типа.

## Транспорт
Лесные и просёлочные дороги. 